# Admind Branding & Communications
Admind Branding & Communications – polska niezależna agencja brandingowa z główną siedzibą w Krakowie, zajmująca się transformacją marek, projektowaniem graficznym oraz produkcją w zakresie brandingu. Firma została założona przez Krzysztofa Langera i Mateusza Zabierowskiego.
Agencja Admind Branding & Communications rozpoczęła działalność w 2010 roku w Krakowie. W kolejnych latach otworzyła biura w Amsterdamie, Bangkoku, Odessie oraz Zurychu.  

## Działalność
Admind Branding & Communications zatrudnia około 200 ekspertów z różnych dziedzin, takich jak projektowanie graficzne,  identyfikacja wizualna, UX/UI, motion design, strategie brandingowe, organizacja wydarzeń, zarządzanie marką oraz komunikacja marketingowa. 
Agencja specjalizuje się także w działaniach rebrandingowych wynikających z procesów fuzji lub przejęcia spółek. 
Admind Branding & Communications pracuje dla firm i instytucji z różnych sektorów, takich jak technologie przemysłowe, finanse, energetyka, edukacja, motoryzacja, kultura oraz dla organizacji pozarządowych i charytatywnych. Firma obsługuje klientów z całego świata, w tym ze Szwajcarii, Holandii, Hiszpanii, Chin, Wietnamu, Malezji, Stanów Zjednoczonych oraz Polski m.in. ABB, Accelleron, UBS, Hitachi Energy, Arpol, Nobel Energy, Givaudan, Krakowski Teatr Scena STU.  
Od 2019 roku agencja jest organizatorem Plakatonu, maratonu projektowania plakatu przeprowadzanego na wzór hackathonu.   

## Certyfikat B Corp

Logo certyfikatu B Corp

W 2022 roku agencja Admind Branding & Communications uzyskała certyfikat B Corp, co potwierdza jej zaangażowanie w transparentność, odpowiedzialność i wysokie standardy działania w obszarach wpływu społecznego i środowiskowego oraz praktyk związanych z łańcuchem wartości. 

## Najważniejsze nagrody branżowe
| Data | Nagrodzony projekt                                                       | Nagroda                         | Wynik             | Kategoria                                               |
| ---- | ------------------------------------------------------------------------ | ------------------------------- | ----------------- | ------------------------------------------------------- |
| 2025 | Admind’s Theme Months                                                    | DNA Paris Design Award 2025     | Zwycięzca         | Graphic Design / Key art                                |
| 2025 | Rebranding marki UFI – the Global Association of the Exhibition Industry | German Brand Award 2025         | Zwycięzca         | Strategia i tworzenie marki                             |
| 2024 | Jira Knowledge Book                                                      | Projekt Roku 23/24              | Nominacja         | Forma                                                   |
| 2024 | Rebranding Nobel Energy                                                  | 2024 Rebrand 100                | Nagroda specjalna | Rebranding przedsiębiorstwa                             |
| 2024 | Wdrożenie i dalszy rozwój marki Accelleron                               | Transform Award                 | Srebro            | Najlepsze wdrożenie rozwoju marki                       |
| 2024 | Rozwój marki ABB Formuła E                                               | Transform Award                 | Brąz              | Najlepsze wdrożenie rozwoju marki                       |
| 2023 | Zintegrowany raport ABB                                                  | International Design Awards     | Brąz              | Raporty roczne                                          |
| 2023 | Szablon prezentacji projektu dla ABB                                     | Transform Award                 | Wyróżnienie       | Najlepsze wdrożenie rozwoju marki                       |
| 2023 | Rebranding B&R                                                           | Transform Award                 | Srebro            | Najlepszy rebranding firmy po fuzji lub przejęciu       |
| 2022 | Rebranding Arpol – NEO 2.0                                               | Red Dot Award                   | Zwycięzca         | Film korporacyjny, animacja                             |
| 2021 | New Intimacy Hour                                                        | Golden Pin Design Award         | Wyróżnienie       | Najlepszy projekt                                       |
| 2021 | Creative Labs - miasta innowacji                                         | Red Dot Award                   | Zwycięzca         | Wideo promocyjne                                        |
| 2021 | ABB Brand Advisory                                                       | Transform Awards                | Brąz              | Najlepsza komunikacja wewnętrzna w ramach rozwoju marki |
| 2021 | ABB Brand Advisory                                                       | Transform Awards                | Srebro            | Najlepsze wdrożenie rozwoju marki                       |
| 2021 | Fundacja Shell ServiceNow dla przyszłości                                | Good Design Award               | Zwycięzca         | Projektowanie graficzne - programy                      |
| 2021 | ABB Landscapes                                                           | Good Design Award               | Zwycięzca         | Projektowanie graficzne - Identyfikacja wizualna        |
| 2021 | Wayfinding biura Admind w Krakowie                                       | Creativity International Awards | Platyna           | Grafika środowiskowa                                    |
| 2021 | Creative Labs - miasta innowacji                                         | Creativity International Awards | Platyna           | Film animowany                                          |
| 2021 | New Intimacy Hour                                                        | Creativity International Awards | Złoto             | Ambient Media                                           |
| 2021 | ABB Landscapes                                                           | Creativity International Awards | Srebro            | Prezentacja online                                      |
| 2021 | Fundacja Shell ServiceNow dla przyszłości                                | Creativity International Awards | Srebro            | Program                                                 |
| 2020 | Wayfinding biura ABB w Krakowie                                          | Red Dot Award                   | Zwycięzca         | Komunikacja przestrzenna                                |
| 2020 | Kampania rekrutacyjna Admind                                             | Red Dot Award                   | Zwycięzca         | Reklama                                                 |
| 2020 | Kampania employer brandingowa Admind                                     | International Design Awards     | Srebro            | Autopromocja                                            |
| 2020 | Plakaton                                                                 | Kreatura                        | Zwycięzca         | Event                                                   |
| 2020 | Lunapark                                                                 | Kreatura                        | Wyróżnienie       | Design                                                  |
| 2020 | Kampania rekrutacyjna Admind                                             | Creativity International Awards | Złoto             | Kampania rekrutacyjna                                   |
| 2020 | Identyfikacja Teatru STU                                                 | Creativity International Awards | Złoto             | Identyfikacja wizualna                                  |
| 2020 | ABB Wayfinding                                                           | Creativity International Awards | Srebro            | Wayfinding                                              |
| 2020 | Lunapark                                                                 | Creativity International Awards | Brąz              | Identyfikacja wizualna                                  |
| 2020 | Cookbook                                                                 | Creativity International Awards | Brąz              | Identyfikacja wizualna                                  |
| 2014 | Ruch Chorzów podbija Internet                                            | KTR 2014                        | Brąz              | Guerrilla Advertising                                   |

## Filozofia i metodologia
Agencja prowadzi procesy transformacji marek w sposób kompleksowy, uwzględniając takie aspekty jak zrównoważony rozwój, społeczna odpowiedzialność oraz zgodność z normami etycznymi i kulturowymi. W 2020 roku firma w pełni przyjęła filozofię „świadomego brandingu” (ang. conscious branding)  .

## Współpraca z NGO i organizacjami charytatywnymi
Admind Branding & Communications przeznacza 1% swoich przychodów na inicjatywy o społecznym wpływie oraz poprzez pomoc finansową i wsparcie związane z brandingiem wspomaga lokalne organizacje charytatywne i organizacje pozarządowe, takie jak Festiwal Filmowy Osób z Niepełnosprawnościami FilmON, Tech To The Rescue, Wisła Kraków Blind Football, Stowarzyszenie Mudita, Kampania Przeciw Homofobii, DKMS, Wielka Orkiestra Świątecznej Pomocy oraz FINE.ngo.